# Closer to the Truth
Closer to the Truth ist das 25. Studioalbum der US-amerikanischen Sängerin Cher und ihr erstes Solo-Album seit Living Proof aus dem Jahr 2001. Die Erstveröffentlichung war am 24. September 2013, im deutschsprachigen Raum erschien es am 4. Oktober 2013. Es enthält Elemente von Pop, Softrock und EDM mit Einflüssen aus den 1980er- und 1990er-Jahren. Um den gewünschten Sound zu kreieren, arbeitete Cher mit diversen Songwritern und Produzenten zusammen, darunter Mark Taylor, P!nk, Kuk Harrell, Paul Oakenfold und Timbaland.
Die erste Single, Woman’s World, wurde am 18. Juni 2013 als Download veröffentlicht. I Hope You Find It folgte am 4. Oktober, Take It Like a Man am 8. November 2013.
Closer to the Truth stieg in den USA auf Platz 3 in die Billboard 200 Charts ein und erreichte Chers bis dato höchste Platzierung mit einem Solo-Album, nachdem 1998 Believe und 2003 The Very Best of Cher jeweils auf Platz 4 landeten. Als Teil von Sonny and Cher konnte sie jedoch bereits 1965 mit Look at Us Platz 2 erreichen – damit stellt Cher den Rekord für die längste Spanne zwischen Top-5-Alben einer weiblichen Künstlerin in den USA auf.

## Inhalt
Closer to the Truth enthält die beiden von P!nk geschriebenen Lieder Lie to Me und I Walk Alone sowie Take It Like a Man aus der Feder von Jake Shears. Lovers Forever wurde von Cher und Singer-Songwriterin Shirley Eikhard ursprünglich für den Soundtrack des Films Interview mit einem Vampir geschrieben und schon 2006 von Eikhard für ihr Album Pop aufgenommen. Außerdem hat Cher drei Lieder gecovert: Sirens von Nell Bryden, Dressed to Kill von Preston und I Hope You Find It von Miley Cyrus.
Während der Großteil des Albums aus elektronischer Tanzmusik besteht, ist mit Sirens auch eine Softrock-Ballade enthalten; I Hope You Find It, Lie to Me und Will You Wait For Me besitzen Elemente von Country-Musik.

## Singles

### Woman’s World
Die Lead-Single Woman’s World erschien am 18. Juni 2013 in den USA und Kanada, in Europa Anfang September 2013. In den US „Hot Dance/Club Play“ Charts erreichte das Lied mit über 20 Remix-Versionen Platz 1.
Das Musikvideo wurde vom norwegischen Regisseur Ray Kay inszeniert und am 24. August 2013 veröffentlicht.

### I Hope You Find It
I Hope You Find It erschien am 4. Oktober als 2track mit Woman’s World und wurde von Cher auf ihrer Promo-Tour durch Nordamerika und Europa in verschiedenen Fernsehsendungen aufgeführt. Die Country-Ballade, die zuvor von Miley Cyrus für den Soundtrack des Films Mit Dir an meiner Seite aufgenommen wurde, platzierte sich in mehreren Europäischen Charts und wurde in Großbritannien zum Radio-Hit. In den südkoreanischen Gaon Charts erreichte das Lied Platz 84.
Zur weiteren Promotion wurde auf Videoportalen ein Lyrik-Video veröffentlicht. Es zeigt Briefe und Karten, die Cher ihrem Liebhaber hinterlässt und wurde von Kritikern wohlwollend aufgenommen.

### Take It Like a Man
Mit Take It Like a Man wurde am 8. November 2013 wieder eine Dance-Single veröffentlicht. Die Download-Single enthält vier Remix- und eine Instrumental-Version:
1. Take It Like a Man – 4:11
2. Take It Like a Man (Over-The-Top Mix) – 6:55
3. Take It Like a Man (Over-The-Top Edit) – 3:38
4. Take It Like a Man (7th Heaven Mix) – 7:52
5. Take It Like a Man (7th Heaven Edit) – 4:41
6. Take It Like a Man (Over-The-Top Instrumental) – 6:54

Das Lied enthält Background-Gesang von Scissor-Sisters-Frontmann Jake Shears. Ein Musikvideo für den 7th Heaven Remix wurde am 20. November 2013 veröffentlicht und sorgte aufgrund der erotischen Darstellung homosexueller männlicher Unterwäsche-Models und Porno-Stars für Medienaufmerksamkeit. Am 24. Januar 2014 erschien Take it Like a Man – The Remixes mit 8 zusätzlichen Remix-Versionen. Take It Like a Man erreichte Platz 2 in den Billboard Hot Dance/Club Play Charts.

### I Walk Alone
Anfang 2014 wurden Promo-CDs von „I Walk Alone“ an mehrere Radios, DJs und Clubs verschickt und schlussendlich wurde am 25. April, 2014 eine digitale Remix EP mit neun Remixen von Tracy Young veröffentlicht.
1. I Walk Alone (Tracy Young Ferosh Reconstruction) – 6:16
2. I Walk Alone (Funk Generation H3d Rush Club Mix) – 6:27
3. I Walk Alone (Jrmx Club Mix) – 6:38
4. I Walk Alone (Ivan Gomez & Nacho Chapado Club Mix) – 7:01
5. I Walk Alone (Guy Scheiman Club Mix) – 6:57
6. I Walk Alone (DJ Laszlo Club Mix) – 6:27
7. I Walk Alone (Morlando Club Mix) – 5:19
8. I Walk Alone (Dan Slater Club Mix) – 6:32
9. I Walk Alone (NovoGain Club Mix) – 8:22

Geschrieben wurde der Song von der US-amerikanischen Sängerin P!NK, welche auch Background Vocals für den Song aufnahm. Außerdem erreichte die Single Platz 1 der EUR HiNRG Top 50 Club Charts und Platz 2 der US Billboard Hot Dance Club Songs.

## Kritiken
Closer to the Truth erhielt vorwiegend positive Kritiken. Das Deutschlandradio beschrieb das Album als vergleichbar mit dem „Sound der Generation Madonna, aber mit sozio-politischem Anspruch. Nämlich – so Cher – als hedonistisches Manifest in einem der dunkelsten Momente der amerikanischen Geschichte: dem republikanischen Boykott gegen Obama, der die USA regelrecht handlungsunfähig macht.“ Die Fachzeitschrift MusikWoche lobte ihre in den Liedern erkennbare Persönlichkeit, aber vor allem „ihre noch immer beeindruckende, kraftvolle Stimme, die über allen Tracks thront“. Sie scheue auch nicht davor, das nicht zuletzt durch ihre Hits populär gemachte Antares Auto-Tune einzusetzen. Cher habe es geschafft, „eine Art Adult Dance Music zu kreieren“.
Negativ über den Einsatz von Stimmverfremdungswerkzeugen äußerte sich das Online-Magazin laut.de: „Anstatt auf „Closer To The Truth“, ihrem ersten Longplayer nach zwölf Jahren, den alten Dämonen abzuschwören, greift die mittlerweile 67-jährige Sängerin ein weiteres Mal in die alte Vocal-Trickkiste.“ Unter Mithilfe von Paul Oakenfold, Tim Powell, Timbaland, MachoPsycho und vielen weiteren liefere Cher „etliche der schrecklichsten Bumms-Disko-Stampfer des Jahres 2013“. Ihre Stimme habe dabei trotz aller „Auto-Tune-Mätzchen in den Dance-Nummern“ in allen Songs so viel Volumen und Energie, „als ob sie allen jüngeren Konkurrentinnen demonstrieren wolle, dass die Stelle der „Goddess of Pop“ auch nach längerer Auszeit nicht vakant ist“, urteilte hingegen die Passauer Neue Presse. Auch wenn alles nicht ganz neu sei, komme dieses Comeback-Unternehmen doch recht frisch daher. Und so schließe sich dann auch wieder der Kreis bei „Chers ewiger Zeit- und Alterslosigkeit. Die im Albumtitel erwähnte Wahrheit, so singt sie in „Lie To Me“, sei ohnehin überbewertet.“

„Ihre unverwechselbare Stimme macht aus «Closer To The Truth» eine typische Cher-Platte. (…) Mit «Closer To The Truth» ist der Musikerin jetzt ein abwechslungsreiches Pop-Album gelungen, das man sich gerne ein zweites und drittes Mal anhört. Chart-Platzierungen dürften der «Göttin des Pop» sicher sein. Die Musikwelt wird sie mit «Closer To The Truth» vielleicht nicht aus den Angeln heben. Ihre Fans, die Cher schmerzlich vermisst haben, werden an ihrer neuen Musik aber große Freude haben.“

## Tournee
Eine Tournee mit dem Titel Dressed to Kill Tour wurde am 23. August 2013 mit zunächst 49 Terminen in den USA und Kanada angekündigt, benannt ist sie nach dem gleichnamigen Lied auf dem Album. Sie startete am 22. März 2014 in Phoenix, Arizona. Online erworbene Tickets enthalten eine Gratis-Kopie von Closer to the Truth.

## Titelliste
| #   | Titel              | Songwriting                                                                   | Produktion          | Länge |
| --- | ------------------ | ----------------------------------------------------------------------------- | ------------------- | ----- |
| 1.  | Woman’s World      | Matt Morris, Paul Oakenfold, Anthony „TC“ Crawford, Joshua „J.D.“ Walker      | Oakenfold           | 3:41  |
| 2.  | Take It Like a Man | Mary Leay, Tebey Ottoh, Tim Powell, Cher                                      | Powell, Mark Taylor | 4:10  |
| 3.  | My Love            | Paul Barry, Greta Svabo Bech, Dario Brigham-Bowes, Lorne Ashley Brigham-Bowes | Taylor              | 3:31  |
| 4.  | Dressed to Kill    | Samuel Preston, Taylor, Cher                                                  | Taylor              | 2:51  |
| 5.  | Red                | Marc Nelkin, Laura Pergolizzi, Carl Ryden                                     | Josh Crosby         | 3:06  |
| 6.  | Lovers Forever     | Shirley Eikhard, Cher                                                         | Taylor              | 4:01  |
| 7.  | I Walk Alone       | Alecia Moore, Billy Mann, Niklas „Nikey“ Olovson, Robin Lynch                 | MachoPsycho, Mann   | 3:23  |
| 8.  | Sirens             | Nell Bryden, J.P. Jones, Patrick Mascall, Taylor                              | Taylor              | 5:03  |
| 9.  | Favorite Scars     | Tom Barnes, Wayne Hector, Peter Kelleher, Ben Kohn                            | TMS                 | 4:25  |
| 10. | I Hope You Find It | Jeffrey Steele, Steven Robson                                                 | Taylor              | 3:46  |
| 11. | Lie to Me          | Mann, Moore, P!nk                                                             | Mann                | 3:18  |

### Bonus Tracks
| #   | Titel                                              | Songwriting                                                              | Produktion            | Länge |
| --- | -------------------------------------------------- | ------------------------------------------------------------------------ | --------------------- | ----- |
| 12. | I Don't Have to Sleep to Dream                     | Bonnie McKee, Kelly Sheehan, Timothy Mosley, Jerome Harmon, Chris Godbey | J-Roc, Timbaland      | 4:41  |
| 13. | Pride                                              | Nelkin, Pergolizzi, Ryden                                                | Ryden                 | 4:17  |
| 14. | You Haven't Seen The Last Of Me (Original Version) | Diane Warren                                                             | Matt Serletic, Taylor | 3:30  |
| 15. | Woman’s World (R3hab Remix)                        | Morris, Oakenfold, Crawford, Walker                                      |                       | 4:04  |
| 16. | Woman’s World (Jodie Harsh Remix)                  | Morris, Oakenfold, Crawford, Walker                                      |                       | 3:33  |
| 17. | Will You Wait For Me                               | Don Cook, Mann                                                           | Mann                  | 5:07  |

## Veröffentlichungsformate
USA und Kanada
- Standard Edition (CD und Download): Titel 1–11
- Deluxe Edition (CD und Download): Titel 1–14
- Target Edition (CD): Titel 1–17

Deutschland, Österreich, Schweiz
- Standard Edition (CD und Download): Titel 1–14
- Deluxe Edition (Download): Titel 1–14
- Deluxe Edition (CD): Titel 1–17
- Vinyl-LP: Titel 1–11

## Kommerzieller Erfolg

### Chartplatzierungen

#### Album
| ChartsChartplatzierungen       | Höchstplatzierung | Wochen |
| ------------------------------ | ----------------- | ------ |
| Deutschland (GfK)              | 6 (4 Wo.)         | 4      |
| Österreich (Ö3)                | 11 (4 Wo.)        | 4      |
| Schweiz (IFPI)                 | 11 (6 Wo.)        | 6      |
| Vereinigte Staaten (Billboard) | 3 (24 Wo.)        | 24     |
| Vereinigtes Königreich (OCC)   | 4 (7 Wo.)         | 7      |

| ChartsJahrescharts (2013)      | Platzierung |
| ------------------------------ | ----------- |
| Vereinigte Staaten (Billboard) | 121         |

#### Singles
| Jahr | Titel              | Höchstplatzierung, Gesamtwochen, AuszeichnungChartplatzierungen (Jahr, Titel, , Platzierungen, Wochen, Auszeichnungen, Anmerkungen) | Höchstplatzierung, Gesamtwochen, AuszeichnungChartplatzierungen (Jahr, Titel, , Platzierungen, Wochen, Auszeichnungen, Anmerkungen) | Höchstplatzierung, Gesamtwochen, AuszeichnungChartplatzierungen (Jahr, Titel, , Platzierungen, Wochen, Auszeichnungen, Anmerkungen) | Höchstplatzierung, Gesamtwochen, AuszeichnungChartplatzierungen (Jahr, Titel, , Platzierungen, Wochen, Auszeichnungen, Anmerkungen) | Höchstplatzierung, Gesamtwochen, AuszeichnungChartplatzierungen (Jahr, Titel, , Platzierungen, Wochen, Auszeichnungen, Anmerkungen) | Höchstplatzierung, Gesamtwochen, AuszeichnungChartplatzierungen (Jahr, Titel, , Platzierungen, Wochen, Auszeichnungen, Anmerkungen) | Anmerkungen                                                        |
| Jahr | Titel              | DE | AT | CH | UK | US | A. C. | Anmerkungen                                                        |
| ---- | ------------------ | --- | --- | --- | --- | --- | --- | ------------------------------------------------------------------ |
| 2013 | Woman’s World      | DE66 (1 Wo.)DE | AT60 (1 Wo.)AT | — | — | — | A. C.28 (4 Wo.)A. C. | Erstveröffentlichung: 18. Juni 2013 US Hot Dance Club Songs: #1    |
| 2013 | I Hope You Find It | DE49 (1 Wo.)DE | AT43 (1 Wo.)AT | CH26 (1 Wo.)CH | UK25 (4 Wo.)UK | — | A. C.17 (20 Wo.)A. C. | Erstveröffentlichung: 4. Oktober 2013                              |
| 2013 | Take It Like a Man | — | — | — | — | — | — | Erstveröffentlichung: 8. November 2013 US Hot Dance Club Songs: #2 |
| 2014 | I Walk Alone       | — | — | — | — | — | — | Erstveröffentlichung: 25. April 2014 US Hot Dance Club Songs: #2   |

### Auszeichnungen für Musikverkäufe
| Land/Region                  | Auszeichnungen für Musikverkäufe (Land/Region, Auszeichnung, Verkäufe) | Verkäufe |
| ---------------------------- | ---------------------------------------------------------------------- | -------- |
| Kanada (MC)                  | Gold                                                                   | 40.000   |
| Vereinigte Staaten (RIAA)    | —                                                                      | 285.000  |
| Vereinigtes Königreich (BPI) | Silber                                                                 | 60.000   |
| Insgesamt                    | 1× Silber · 1× Gold ·                                                  | 385.000  |

Hauptartikel: Cher/Auszeichnungen für Musikverkäufe